# Síntesis mediante tabla de ondas
La tabla de ondas, conocida con el anglicismo Wavetable, es una técnica de síntesis de sonido utilizada principalmente para producir música por medios digitales. Los sistemas de muestreo digital almacenan sonido de alta calidad digitalmente y reproducen estos sonidos bajo demanda. Dado que la cantidad de memoria que se necesita para obtener alta fidelidad es bastante grande, suelen utilizarse técnicas de compresión de datos tales como looping, pitch-shifting, interpolación matemática y filtrado digital.

## Técnicas Wavetable
La mayoría de los sintetizadores modernos utiliza alguna forma de síntesis Wavetable, cuando no recurre directamente a un muestreo completo del sonido a emitir. Algunas de las técnicas más importantes son las siguientes:

### Generación en bucle
Una de las técnicas primarias se basa en muestras de sonido pregrabadas que son reproducidas multitud de veces seguidas (looping) para construir la señal original. Para esto se dividen y almacenan las dos partes principales de la mayoría de sonidos producidos por instrumentos: la sección de ganancia o “attack section”, que se reproduce entera, y la de mantenimiento que se reproduce en bucle cada vez con menor intensidad siguiendo un patrón preestablecido.
Normalmente el sonido se completa con una sección adicional de liberación donde se termina de bajar la amplitud hasta 0 de manera más rápida imitando el desvanecimiento natural del sonido.
El proceso, aunque nada complejo para los estándares de sonido actuales, no es tan fácil como puede parecer en un primer momento ya que por ejemplo no es posible asignar un tiempo arbitrario a cada sección por separado: se hace necesario sincronizar perfectamente cada sección entre sí para evitar cambios audibles de tono en las fronteras entre secciones. Esto es especialmente sensible si van a aplicarse efectos especiales de tipo reverberación, etc.
Por otro lado, es necesario adicional tratamiento de la señal para mejorar el ratio sonido/ruido o preparar la señal para su edición. No todos los sonidos pueden ser divididos en dichas secciones (por ejemplo unos platillos) con lo que deberán ser tratados de manera especial.

### Desplazamiento de tonos
Para minimizar aún más las señales sonoras que deben ser almacenadas, esta técnica es lograr que a partir de una muestra de sonido que representa una nota determinada se pueden generar otras notas del mismo instrumento. Para ello aplican varios filtros a la señal original, que junto con un aumento o disminución de la frecuencia de reproducción de la señal obtienen la nueva nota.

### Interpolación
Una vez más, con objeto de reducir la memoria destinada al muestreo de sonidos, los sonidos que se recogen pueden estar grabados a una relativamente baja (aunque desde luego suficiente) frecuencia. De esta manera, cuando la señal ha de ser enviada al conversor D/A, el sintetizador puede encontrarse con que debe enviarle posiciones de memoria que son decimales (por ejemplo, enviar el valor de sonido almacenado en la posición 3,7 de la memoria). Mediante una interpolación de los valores adyacentes (e incluso de más valores si se quiere usar una algoritmo complejo) puede reconstruirse mucho mejor la señal original y aumentar por tanto la calidad final del sonido.

### Sobremuestreo
Es el efecto contrario a interpolación: una señal es grabada a varias veces su frecuencia necesaria para poder afinar mucho mejor los problemas de cambio de tono al editar la misma o realizar bucles con ella. Lógicamente tiene el problema de ocupar mucho espacio con lo que en MIDI sólo se suele usar con sonidos que por su forma de onda lo requieran.